# 五蒂柿
五蒂柿（学名：Diospyros corallina），为柿科柿属下的一个植物种。